# Huainan
Huainan (chinesisch 淮南市, Pinyin Huáinán Shì) ist eine bezirksfreie Stadt in der chinesischen Provinz Anhui. Das Verwaltungsgebiet der Stadt hat eine Fläche von 5.539 km² und 3.033.528 Einwohner (Volkszählung 2020). In dem eigentlichen städtischen Siedlungsgebiet von Huainan leben 1.238.488 Personen (Zensus 2010).
Die auf ihrem Gebiet gelegene Stätte des Shouzhou-Brennofens (寿州窑遗址, Shòuzhōu yáo yízhǐ) steht auf der Liste der Denkmäler der Volksrepublik China.

## Geographie
Die Stadt liegt in der Schwemmebene des Huai He. Am Südufer des Huai He erstreckt sich von Ost nach West eine unterbrochene Hügel-Kette mit den Bergen Bagong Shan (八公山) und Shungeng Shan (舜耕山); die Kette ist Teil der Jianghuai-Ebene. Sie ist 500 bis 1500 Meter breit und 40 bis 75 Meter hoch. Unterhalb der Hügel liegt die zweite Terrasse der Schwemmebene, mit einer Höhe von 30 bis 40 Metern und einer Breite von 500 bis 2500 Metern. Die erste Terrasse ist 2500 bis 3000 Meter breit und liegt etwa 25 Meter hoch. Die Flutungsebene des Huai He, unterhalb der ersten Terrasse, liegt bei 17 bis 20 Meter über Meereshöhe.

## Administrative Gliederung
Auf Kreisebene setzt sich Huainan aus fünf Stadtbezirken und zwei Kreisen zusammen:
| Karte der Verwaltungseinheiten von Huainan                              | Karte der Verwaltungseinheiten von Huainan | Karte der Verwaltungseinheiten von Huainan | Karte der Verwaltungseinheiten von Huainan | Karte der Verwaltungseinheiten von Huainan | Karte der Verwaltungseinheiten von Huainan |
| ----------------------------------------------------------------------- | ------------------------------------------ | ------------------------------------------ | ------------------------------------------ | ------------------------------------------ | ------------------------------------------ |
| 1 Datong 2 3 Panji Fengtai Shou 1. Tianjia’an 2. Xiejiaji 3. Bagongshan |                                            |                                            |                                            |                                            |                                            |
| Name                                                                    | chin.                                      | Pinyin                                     | Einwohner (2020)                           | Fläche (km²)                               | Bevölkerungs- dichte (/km²)                |
| Stadtbezirke                                                            |                                            |                                            |                                            |                                            |                                            |
| Tianjia’an                                                              | 田家庵区                                   | Tiánjiā'ān Qū                              | 730 078                                    | 254,2                                      | 2 872                                      |
| Datong                                                                  | 大通区                                     | Dàtōng Qū                                  | 165 671                                    | 311,3                                      | 532                                        |
| Xiejiaji                                                                | 谢家集区                                   | Xièjiājí Qū                                | 221 589                                    | 267,9                                      | 827                                        |
| Bagongshan                                                              | 八公山区                                   | Bāgōngshān Qū                              | 118 221                                    | 69,3                                       | 1 706                                      |
| Panji                                                                   | 潘集区                                     | Pānjí Qū                                   | 326 077                                    | 597,3                                      | 546                                        |
| Kreise                                                                  |                                            |                                            |                                            |                                            |                                            |
| Fengtai                                                                 | 凤台县                                     | Fèngtái Xiàn                               | 633 385                                    | 1 087                                      | 583                                        |
| Shou                                                                    | 寿县                                       | Shòu Xiàn                                  | 838 507                                    | 2 943                                      | 285                                        |

## Neuere Geschichte
Während des Chinesischen Bürgerkriegs wurde Huainan am 18. Januar 1949 von rotchinesischen Truppen eingenommen. Im September 1950 wurde die Huainan als kreisfreie Stadt organisiert und im Juni 1952 erhielt es den Status einer bezirksfreien Stadt. Im Januar 1977 wurde der Kreis Fengtai vom Nachbarbezirk Fuyang (heute Stadt Fuyang) angegliedert. Im Januar 2016 wurde der Kreis Shouxian der bezirksfreien Stadt Lu’an in die Stadt Huainan inkorporiert.

## Stadtentwicklung
2008 wurde der 190 Millionen RMB teure Dongshan-Tunnel eröffnet. Er erschließt das südliche Stadtgebiet jenseits des Dongshan-Hügelzugs, der Huainan bisher im Süden begrenzte. Auf dem früher landwirtschaftlich genutzten Flächen entsteht ein großflächiges neues Stadtviertel. Ein rechteckiges Straßennetz ist bereits fertiggestellt. Zahlreiche Wohnsiedlungen befinden sich im Bau; einige sind Anfang 2012 fertiggestellt worden. Ein Konzertsaal in Form eines Klavierflügels und einer Violine ist bereits errichtet, und ein Theater ist im Rohbau. Es existieren Pläne für einen Vergnügungspark.

## Persönlichkeiten
- Hong Hu (* 1940), Politiker
- Wang Min (* 1950), Politiker